# (100343) 1995 SJ51
(100343) 1995 SJ51 es un asteroide perteneciente al cinturón de asteroides, descubierto el 26 de septiembre de 1995 por el equipo del Spacewatch desde el Observatorio Nacional de Kitt Peak, Arizona, Estados Unidos.

## Designación y nombre
Designado provisionalmente como 1995 SJ51.

## Características orbitales
1995 SJ51 está situado a una distancia media del Sol de 2,322 ua, pudiendo alejarse hasta 2,807 ua y acercarse hasta 1,837 ua. Su excentricidad es 0,208 y la inclinación orbital 2,235 grados. Emplea 1292 días en completar una órbita alrededor del Sol.

## Características físicas
La magnitud absoluta de 1995 SJ51 es 17,1.